# Eder Sarabia Armesto
 Eder Sarabia Armesto (Bilbao, País Basc, 27 de setembre de 1980) és un entrenador de futbol i exfutbolista basc que va jugar com a davanter. És l'actual entrenador de l'Elx Club de Futbol.
Després d'una carrera com a jugador amateur, va ser ajudant de Quique Setién a tres clubs, inclòs el FC Barcelona, abans de portar l'Andorra a la Segona Divisió com a primer entrenador.

## Carrera de jugador
Nascut a Bilbao (Biscaia, País Basc), Sarabia només va jugar al futbol amateur durant tota la seva carrera; va militar a la SD Indautxu, la SD Leioa, la SD San Pedro i el filial de l'Arenas Club de Getxo abans de retirar-se als 24 anys. Mai va jugar en una categoria superior a la Tercera Divisió.

## Carrera d'entrenador

### Primers anys
Sarabia va començar la seva carrera com a entrenador el 2003 a l'Infantil del CFD Cruces i posteriorment va treballar en les categories inferiors del Danok Bat CF.
El 2011, Sarabia va fitxar pel Vila-real CF, després de ser nomenat entrenador de l'Infantil. Després de dirigir el Juvenil a la temporada 2012-13, va ser nomenat entrenador de l'equip C l'1 d'octubre de 2013, en substitució de Tito García Sanjuán.
Sarabia va ser destituït pel Submarí Groc el 12 de novembre de 2013, després d'una sola victòria en set partits. A l'any següent, va dirigir un projecte de l'acadèmia del Reial Madrid a la República Dominicana.

### Ajudant de Quique Setién
L'octubre del 2015, Sarabia es va incorporar a la plantilla d'Quique Setién després de ser nomenat el seu ajudant a la UD Las Palmas. Va seguir Setién al Reial Betis i al FC Barcelona, de nou com el seu ajudant.
Durant la seva estada al Barcelona, Sarabia va ser assenyalat pels mitjans de comunicació com el principal responsable d'un problema de relació entre els jugadors i el cos tècnic, doncs era captat sovint per les càmeres criticant els jugadors en els partits; Lionel Messi l'ignorà durant un partit contra el RC Celta de Vigo. Més tard va admetre una discussió entre la plantilla i el cos tècnic després d'aquest partit.

### FC Andorra
El 18 de gener del 2021, Sarabia va ser nomenat entrenador del FC Andorra de Segona Divisió B, després d'acordar un contracte de dos anys i mig. Després de perdre la semifinal dels playoffs d'ascens la primera temporada davant la Reial Societat B, va aconseguir l'ascens de la nova Primera Federación el 2022, tot i perdre la final per 3-0 davant el Racing de Santander; aquell desembre, va ampliar el contracte fins al 2025. En el primer partit amb l'Andorra a Segona Divisió, el 15 d'agost, l'equip va guanyar 1-0 al Reial Oviedo amb un gol de Pau Casadesús.

## Vida personal
El pare de Sarabia, Manuel, també va ser futbolista i davanter que va jugar a l'Athletic Club, al CD Logroñés. i a la Selecció Espanyola de futbol.